# 潮境
潮境（しおざかい、boundary of water-masses、oceanic front）とは、異なる水塊の境界のこと。これは一般に、優勢な海流帯や、海流の収束帯に一致する。海水温、塩分など海水の物理的、化学的性質がほぼ一様なもののかたまりを水塊というが、その境目である潮境を横断して観測すると、水温、塩分、栄養塩、溶存酸素量などが急変し、水色、透明度も著しく変わるので肉眼でわかることが多い。潮境海域における海況は時間的にも場所的にも変動が激しく、寒暖両水塊がモザイク状に入り乱れたり、局部的な収束、沈降域や発散、湧昇域が複雑に配列されていたりする。
流れに乗って寒暖両系の魚群が密集しやすく，また湧昇流が栄養分を運び上げてプランクトンを繁殖させるため、有利な漁場となることが多い。親潮と黒潮の接触する三陸沖や、ラブラドル海流とメキシコ湾流の接するニューファウンドランド沖などがその好例である。

## 潮目
潮目（しおめ、current-rip）とは、局所的な表面の流れの収束線をいう。多くは潮境が海面に現れたもの。強い収束によって、泡や、海藻、木片などが集積していたり、鏡のような海面にさざ波が立っていたりするので、肉眼でも識別できることが多い。顕著な潮目は著しい不連続性を示し、わずかな距離で水温が数度も変化することがある。

## 類義語と語義の変遷
潮境は現在では異なる水塊の境界という意味で広く使われている。しかし、時代によってはその語義が現代と異なっていたり、その類義語である「潮合（線）」や「潮目」が代わりに使われていたりするので、過去の文献を読む際は注意が必要である。このことは「潮境とその類義語の語義変遷の歴史」に詳しく書かれている。これによれば、「潮境」の初記載者は宇田道隆（1931）で、そのときの意味は現在の潮目に近い意味であった。